# Facundo Buonanotte
Facundo Valentín Buonanotte (Pérez, Santa Fe; 23 de diciembre de 2004) es un futbolista argentino, que juega como volante ofensivo, y su actual equipo es el Leicester F. C. de la Championship, cedido desde el Brighton & Hove Albion F. C.

## Trayectoria
Nació en Pérez, una localidad perteneciente al Gran Rosario, a solo 12 km de la ciudad de Rosario, y a 175 km de la ciudad de Santa Fe, capital de la provincia. El 19 de mayo de 2022, el Concejo Municipal de dicha localidad, distinguió a Facundo Buonanotte por "su sacrificio, profesionalismo en el futbol rosarino y de la selección, y por representar a la ciudad de Pérez de la mejor manera".
El 20 de junio de 2023, al día siguiente de su debut con la selección Argentina, fue nominado al Premio Golden Boy 2023, que premia a los mejores futbolista sub-21 de Europa. Tuttosport (periódico italiano organizador del premio) colocó a Facundo en el puesto N°86 de 100 jugadores.

### Rosario Central
Comenzó su carrera como futbolista en el Club Mitre, en la localidad de donde es oriundo. Llegó a Rosario Central a los 10 años de edad, donde realizó todas las inferiores.
En 2021 fue subido a la reserva del club, donde comenzó a sumar minutos en dicha categoría, llegando a disputar 20 partidos entre la "Copa de la LPF Reserva 2021" y el "Torneo de Reserva 2021". En enero de 2022 fue citado por Cristián "Kily" González a realizar la pretemporada de verano con el equipo de Primera División.
Buonanotte hizo su debut en Central el 11 de febrero de 2022, cuando ingresó a los 29 minutos del segundo tiempo en el empate a 1 como visitante frente a Arsenal de Sarandí por la fecha 1 de la Copa de la Liga Profesional 2022. Tras la renuncia de González como técnico del elenco rosarino, y con la llegada de Leandro Somoza, Facundo no fue tenido en cuenta, permaneciendo en el banco de suplentes, sin ingresar, en la mayoría de los encuentros. Sin embargo, fue clave en el duelo de 32.os de final de la Copa Argentina 2022; luego del empate a 1 frente a Sol de Mayo marcó el último penal de la tanda, dándole el pase a Central a la siguiente ronda de la competencia.
Tras la renuncia de Somoza, durante el interinato de Germán Rivarola y la llegada de Carlos Tévez como director técnico, no solo logró volver al equipo, sino que, además, ganó su lugar en el once titular. Marcó su primer gol en la victoria 1 a 0 frente a Sarmiento de Junín en condición de local, por la fecha 7 del Torneo de la Liga Profesional 2022.
A fines del mes de agosto, llegó a Central una oferta por Facundo proveniente del Brighton & Hove Albion F. C. de la Premier League, con un monto cercano a los 6 000 000 €, más otros 6 000 000 € por objetivos a cumplir. Cuando el club y el jugador habían acordado su salida al club inglés, Ricardo Carloni (presidente interino de Rosario Central) dio marcha atrás con la negociación.
Tras la finalización de la Liga Profesional de Fútbol 2022, en la que Buonanotte registró 24 apariencias, 4 goles y 2 asistencias, el Brighton volvió a la carga por su fichaje, esta vez ofreciendo 11 500 000 €, incluyendo un 20 % de plusvalía en caso de que dicho jugador sea transferido a otro club. De esta manera, la venta de Buonanotte se convirtió en la más cara en la historia del club rosarino, sobrepasando a la de Giovani Lo Celso al Paris Saint-Germain en el 2016 (10 000 000 €) y la de Ángel Di María al Benfica en el 2007 (8 000 000 €),´cifra récord que se mantendría hasta agosto de 2023, cuando su excompañero Alejo Véliz fue vendido al Tottenham Hotspur por 23 000 000 €). El 2 de noviembre fue oficializado su fichaje al club inglés, al cual se integraría en enero de 2023.

### Brighton Hove & Albion
El 13 de enero del 2023, Buonanotte fue presentado y oficializado por el Brighton Hove & Albion a través de las redes sociales oficiales del club como nueva incorporación del club para la temporada 2022-23. El día 4 de febrero, en el enfrentamiento con el AFC Bournemouth por la fecha 22 de la Premier League, Facundo realiza su debut con la camiseta del Brighton ingresando al minuto 75 del encuentro, partido que terminaría 1 a 0 a favor de su equipo en condición de local. 
El día 26 de abril, en el marco de la fecha 33 de la liga inglesa, marcó el primer gol de partido frente al Nottingham Forest, en lo que sería la derrota por 3 a 1 en condición de visitante; marcando así su primer gol con el club inglés.
El 21 de septiembre, realiza su debut en competencias internacionales, ingresando en el minuto 86 en la derrota por 3 a 2 frente al AEK Atenas Fútbol Club, por la fecha 1 de la fase de grupos de la UEFA Europa League.

## Selección nacional

### Selección sub-20
En febrero del año 2022, Buonanotte recibe su primera convocatoria al seleccionado sub-20 de la mano de Javier Mascherano como director técnico. Desde ese momento, es regularmente convocado a entrenamientos en el predio de Ezeiza. El 26 de marzo de 2022 disputó su primer partido con la camiseta argentina, ingresando a los 30 minutos del segundo tiempo, en lo que fue el empate 2 a 2 frente a la selección sub-20 de Estados Unidos, en un partido amistoso. El 10 de mayo jugó su primer partido como titular en lo que fue la victoria 3 a 1 frente a sus pares de Perú; donde además marcó el primer gol del partido, lo que significó su primer gol en la selección.

#### Torneo Maurice Revello
Desde el 29 de mayo al 12 de junio de 2022, Facundo fue uno los 22 jugadores convocados por Javier Mascherano para participar del Torneo Maurice Revello de 2022 (ex Esperanzas de Toulon). Disputó dos de los tres partidos de fase de grupos (uno como titular y otro ingresando desde el banco de suplentes), en la que la Argentina finalizó en segundo lugar del grupo A, por encima de Panamá y Arabia Saudita, y por debajo de Francia. Facundo fue titular en la victoria 3 a 2 frente a Japón, partido por el 5° puesto del torneo. La Selección Argentina finalizó quinta entre doce selecciones que disputaron el torneo.

#### Sudamericano Colombia 2023
A finales del año 2022, Facundo fue incluido por Javier Mascherano en una preselección de jugadores para preparar el plantel que disputará Sudamericano Sub-20 a realizarse en Colombia en enero del 2023. El 6 de enero, fue publicada la lista oficial de convocados, en la que figura Facundo y tres de sus excompañeros de Rosario Central, Ulises Ciccioli, Alejo Véliz y Gino Infantino, con quienes era convocado anteriormente. El 22 de enero durante el partido inaugural ante Paraguay, Buonanotte al disputar una pelota aérea contra Víctor Quintana sufrió un fuerte golpe contra el suelo tras saltar contra el jugador paraguayo y caer de cabeza, tras esto debió ser retirado en ambulancia del estadio y llevado al hospital. Tres días después se informó que el jugador abandonaría al seleccionado y retornaría a Inglaterra para reincorporarse al Brighton.

#### Mundial Sub-20 Argentina 2023
El 18 de abril de 2023 fue incluido en la pre-lista de Argentina para disputar la Copa Mundial de Fútbol Sub-20 2023 a realizarse en el mismo país. En un principio no recibió permiso del Brighton para disputar la competencia, pero por insistencias del jugador si recibió la aprobación aunque los rumores dejaban saber que lo dejarían viajar el 21 de mayo (Con el campeonato ya iniciado y sin poder participar de los entrenamientos previos) esto no habría caído bien al cuerpo técnico de la selección Argentina y finalmente su participación sería descartada.

### Selección Sub-23
Para noviembre del año 2023 fue convocado por primera vez para la Selección sub-23, también con Mascherano como entrenador, para disputar dos partidos amistosos en Japón como preparación para el Preolímpico Sudamericano 2024 a disputarse en Venezuela en enero del año siguiente; torneo que otorgará dos plazas para los Juegos Olímpicos de París 2024. Facundo disputó el primer amistoso como titular, donde Argentina cayó por 5 a 2 frente a sus pares japoneses.

### Selección absoluta
El 3 de marzo de 2023, Buonanotte, junto a los campeones del mundo y otros nuevos nombres, fue incluido en la lista de 35 jugadores conformada por Lionel Scaloni para los partidos amistosos contra Panamá y Curazao a disputarse los días 23 y 28 de dicho mes respectivamente.
Luego de que Brighton no le permitiera participar en la Copa del Mundo Sub-20, el 29 de mayo se confirmó el llamado de Lionel Scaloni para que Facundo integré la lista de jugadores que participaran en una serie de amistosos en Asia, en la que se incluyen partidos frente a Australia e Indonesia. Su presencia fue confirmada un día después de que se conociera la lista de los jugadores restantes.
El día 19 de junio de 2023, Facundo realizó su debut en la selección mayor, integrando los 11 titulares en la victoria por 2 a 0 ante Indonesia. Jugó 74 minutos, convirtiéndose en el jugador más joven en debutar en la selección argentina en el ciclo de Lionel Scaloni.
El 31 de agosto de 2023, se anuncia la lista de jugadores convocados para la primera doble fecha de eliminatorias para la próxima Copa del Mundo, en los que se incluye a Facundo; siendo esta su primera convocatoria para un partido oficial con la Selección Mayor. Finalmente no integró el banco de suplentes en ninguno de los dos encuentros, al igual que otros juveniles también citados.

## Estadísticas

### Clubes
Actualizado al útlimo partido disputado el 25 de mayo de 2025.
| Club | Div.          | Temporada     | Liga  | Liga  | Liga   | Copas nacionales(1) | Copas nacionales(1) | Copas nacionales(1) | Copas internacionales(2) | Copas internacionales(2) | Copas internacionales(2) | Total | Total | Total  |
| Club | Div.          | Temporada     | Part. | Goles | Asist. | Part.               | Goles               | Asist.              | Part.                    | Goles                    | Asist.                   | Part. | Goles | Asist. |
| --- | ------------- | ------------- | ----- | ----- | ------ | ------------------- | ------------------- | ------------------- | ------------------------ | ------------------------ | ------------------------ | ----- | ----- | ------ |
| Rosario Central Argentina | 1.ª           | 2022          | 24    | 4     | 2      | 10                  | 0                   | 0                   | —                        | —                        | —                        | 34    | 4     | 2      |
| Rosario Central Argentina | Total club    | Total club    | 24    | 4     | 2      | 10                  | 0                   | 0                   | —                        | —                        | —                        | 34    | 4     | 2      |
| Brighton & Hove Albion Inglaterra                                                                                                  | 1.ª           | 2022-23       | 13    | 1     | 1      | 1                   | 0                   | 0                   | —                        | —                        | —                        | 14    | 1     | 1      |
| Brighton & Hove Albion Inglaterra                                                                                                  | 1.ª           | 2023-24       | 27    | 3     | 1      | 4                   | 1                   | 0                   | 5                        | 0                        | 0                        | 36    | 4     | 1      |
| Brighton & Hove Albion Inglaterra                                                                                                  | Total club    | Total club    | 40    | 4     | 2      | 5                   | 1                   | 0                   | 5                        | 0                        | 0                        | 50    | 5     | 2      |
| Leicester City Inglaterra | 1.ª           | 2024-25       | 31    | 5     | 2      | 4                   | 1                   | 1                   | —                        | —                        | —                        | 35    | 6     | 3      |
| Leicester City Inglaterra | Total club    | Total club    | 31    | 5     | 2      | 4                   | 1                   | 1                   | —                        | —                        | —                        | 35    | 6     | 3      |
| Total carrera | Total carrera | Total carrera | 95    | 13    | 6      | 19                  | 2                   | 1                   | 5                        | 0                        | 0                        | 119   | 15    | 7      |
| (1) Incluye datos de la Copa de la Liga Profesional, Copa Argentina, FA Cup y EFL Cup. (2) Incluye datos de la UEFA Europa League. |               |               |       |       |        |                     |                     |                     |                          |                          |                          |       |       |        |

### Selección
Actualizado al último partido disputado el 23 de marzo de 2024.
| Selección                                                                                 | Año               | Amistosos (1) | Amistosos (1) | Amistosos (1) | Eliminatorias | Eliminatorias | Eliminatorias | Mundial/ JJ. OO. | Mundial/ JJ. OO. | Mundial/ JJ. OO. | Copa América/Sudamericano(2) | Copa América/Sudamericano(2) | Copa América/Sudamericano(2) | Total | Total | Total  |
| Selección                                                                                 | Año               | Part.         | Goles         | Asist.        | Part.         | Goles         | Asist.        | Part.            | Goles            | Asist.           | Part.                        | Goles                        | Asist.                       | Part. | Goles | Asist. |
| ----------------------------------------------------------------------------------------- | ----------------- | ------------- | ------------- | ------------- | ------------- | ------------- | ------------- | ---------------- | ---------------- | ---------------- | ---------------------------- | ---------------------------- | ---------------------------- | ----- | ----- | ------ |
| Sub-20 Argentina                                                                          | 2022              | 5             | 1             | 0             | -             | -             | -             | -                | -                | -                | -                            | -                            | -                            | 5     | 1     | 0      |
| Sub-20 Argentina                                                                          | 2023              | -             | -             | -             | -             | -             | -             | -                | -                | -                | 1                            | 0                            | 0                            | 1     | 0     | 0      |
| Sub-20 Argentina                                                                          | Total             | 5             | 1             | 0             | -             | -             | -             | -                | -                | -                | 1                            | 0                            | 0                            | 6     | 1     | 0      |
| Sub-23 Argentina                                                                          | 2023              | 1             | 0             | 0             | -             | -             | -             | -                | -                | -                | -                            | -                            | -                            | 1     | 0     | 0      |
| Sub-23 Argentina                                                                          | Total             | 1             | 0             | 0             | -             | -             | -             | -                | -                | -                | -                            | -                            | -                            | 1     | 0     | 0      |
| Absoluta Argentina                                                                        | 2023              | 1             | 0             | 0             | -             | -             | -             | -                | -                | -                | -                            | -                            | -                            | 1     | 0     | 0      |
| Absoluta Argentina                                                                        | 2024              | 1             | 0             | 0             | -             | -             | -             | -                | -                | -                | -                            | -                            | -                            | 1     | 0     | 0      |
| Absoluta Argentina                                                                        | Total             | 2             | 0             | 0             | -             | -             | -             | -                | -                | -                | -                            | -                            | -                            | 2     | 0     | 0      |
| Total selecciones                                                                         | Total selecciones | 8             | 1             | 0             | -             | -             | -             | -                | -                | -                | 1                            | 0                            | 0                            | 9     | 1     | 0      |
| (1) Incluye Torneo Maurice Revello. (2) Incluye Campeonato Sudamericano de Fútbol Sub-20. |                   |               |               |               |               |               |               |                  |                  |                  |                              |                              |                              |       |       |        |